# Kuti Sándor (játékvezető)
Kuti Sándor (Gombos, 1942. május 17. –) magyar nemzetközi labdarúgó-játékvezető.

## Pályafutása

### Nemzeti játékvezetés
Édesapja Budapesten kapott állást, ezért 1945-ben a fővárosba költöztek. Katonai szolgálatát töltve a Testnevelési Főiskola által meghirdetett labdarúgó-játékvezetői oktatásra jelentkezett. A játékvezetői vizsgát 1965-ben szerezte meg. Vizsgát követően a Budapesti Labdarúgó-szövetség (BLSZ) különböző labdarúgó osztályaiban, mint kereten kívüli bíró szerezte meg a szükséges tapasztalatokat. Keretbe kerülésével 1968-tól szinte évente lépett egyet előre, előbb BLSZ (megyei) II. osztályú, 1971-ben I. osztályú, majd 1972-től BLSZ NB. III-as (országos küldéssel, kifejezetten partbírói feladatok ellátása) bíró. 1973-1974 között NB. III-as játékvezető. 1975-től NB. II-es kerettag, 1976-tól már a legmagasabb osztályban fújhatta a sípot. Foglalkoztatására jellemző, hogy az1980/1981-es bajnoki idényben 23 mérkőzést, az 1981/1982-esben Nagy Miklós társaságában szintén 20 találkozót vezethetett. Az aktív játékvezetéstől 1982-ben búcsúzott. NB. I-es mérkőzéseinek száma: 122.
| Időpont              | Helyszín                       | Mérkőzés típusa          | Mérkőzés                  | Eredmény |
| -------------------- | ------------------------------ | ------------------------ | ------------------------- | -------- |
| 1976. szeptember 11. | Tóstrandi Stadion, Salgótarján | első NB. I-es mérkőzés   | Salgótarjáni BTC–Rába ETO | 3 – 1    |
| 1982. november 27.   | Rába ETO Stadion, Győr         | utolsó NB. I-es mérkőzés | RÁba ETO–Bp. Honvéd       | 1 – 0    |

#### Nemzeti kupamérkőzések
Vezetett Kupa-döntők száma: 2.

##### Szabad Föld Kupa
1964 óta a falusi labdarúgók kupadöntőjét, a Szabad Föld-kupa döntőjét rendszeresen a Magyar Népköztársasági Kupa döntő előmérkőzéseként bonyolították le. A döntőben való részvételre az az alsóbb osztályú együttes jogosult, amelyik a legmesszebb jutott a Magyar Népköztársasági Kupában.
| Időpont           | Helyszín             | Mérkőzés típusa | Mérkőzés                 | Eredmény | Nézők száma |
| ----------------- | -------------------- | --------------- | ------------------------ | -------- | ----------- |
| 1977. április 21. | Népstadion, Budapest | döntő           | Csornai SE–Szeghalomi SE | 2 – 0    | 5000        |

##### Magyar Kupa
| Időpont | Helyszín               | Mérkőzés típusa | Mérkőzés               | Eredmény | Nézők száma |
| ------- | ---------------------- | --------------- | ---------------------- | -------- | ----------- |
| 1981.   | Városi Stadion, Szeged | döntő           | Diósgyőri VTK–Vasas SC | 0 – 1    | 10 000      |

### Nemzetközi játékvezetés
A  Magyar Labdarúgó-szövetség (MLSZ) Játékvezető Bizottsága (JB) terjesztette fel nemzetközi játékvezetőnek, a Nemzetközi Labdarúgó-szövetség (FIFA) 1977-től tartotta nyilván bírói keretében. Több nemzetek közötti válogatott és klubmérkőzést vezetett, vagy működő társának partbíróként segített. A magyar nemzetközi játékvezetők rangsorában, a világbajnokság-Európa-bajnokság sorrendjében többedmagával a 20. helyet foglalja el 1 találkozó szolgálatával. Az aktív nemzetközi játékvezetéstől 1983-ban  búcsúzott. Válogatott mérkőzéseinek száma: 3.

#### Világbajnokság
A világbajnoki döntőhöz vezető úton Spanyolországba a XII., az 1982-es labdarúgó-világbajnokságra a FIFA JB bíróként alkalmazta.
| Időpont           | Helyszín                 | Mérkőzés típusa           | Mérkőzés          | Eredmény | Nézők száma |
| ----------------- | ------------------------ | ------------------------- | ----------------- | -------- | ----------- |
| 1981. március 25. | Május 19 Stadion, Ankara | előselejtező (3. csoport) | Törökország–Wales | 0 – 1    | 35 000      |

#### Nemzetközi kupamérkőzések
Partbírói mérkőzéseinek száma döntőben: 1.

##### Bajnokcsapatok Ligája
Több alkalommal lehetett Palotai első számú segítője. 
| Időpont         | Helyszín                     | Mérkőzés típusa | Mérkőzés                 | Játékvezető    | Partbírók                | Eredmény | Nézők száma |
| --------------- | ---------------------------- | --------------- | ------------------------ | -------------- | ------------------------ | -------- | ----------- |
| 1981. május 27. | Princes Park Stadion, Párizs | döntő           | Liverpool–Real Madrid CF | Palotai Károly | Kuti Sándor/Kőrös László | 1 : 0    | 48 360      |

##### Nemzetközi Ifjúsági torna
1975-ben Iránban a harmadik a Crown Prince Kupa nemzetközi ifjúsági tornára kapott küldést, ahova a magyar csapattal, mint kísérő játékvezetőt delegálták. A tornán  kiemelkedően foglalkoztatták, vezette a Görögország–Irán (0:1) , Szovjetunió–Kurdisztán (1:0) és a Bulgária–Törökország (2:1) találkozókat. Magyar segítő Győri László és Szávó János partbírók voltak.

## Sportvezetőként
1964-2004 között Budapesten a XIV. kerület Labdarúgó-szövetségének (LSZ) főtitkára volt. Közel 20 éven keresztül a BLSZ Fegyelmi Bizottságának tagjaként tevékenykedett. A Budapesti Labdarúgó-szövetség (BLSZ) Játékvezető Bizottságánál (JB) játékvezető ellenőrként tevékenykedik - megyei és NB. III-as szinten (Duna-csoport).

## Külső hivatkozások
- Kuti Sándor. World Referee. [2012. február 18-i dátummal az eredetiből archiválva]. (Hozzáférés: 2013. június 12.)
- Kuti Sándor. footballzz.com. (Hozzáférés: 2013. június 12.)
- Kuti Sándor. footballdatabase.eu. (Hozzáférés: 2013. június 12.)
- Kuti Sándor. scoreshelf.com. [2015. szeptember 26-i dátummal az eredetiből archiválva]. (Hozzáférés: 2013. június 12.)
- Kuti Sándor. eu-football.info. (Hozzáférés: 2013. június 12.)
- Kuti Sándor. szabadfold.hu. [2016. január 13-i dátummal az eredetiből archiválva]. (Hozzáférés: 2010. december 16.)
- Kuti Sándor. szabadfold.hu. [2014. július 17-i dátummal az eredetiből archiválva]. (Hozzáférés: 2010. december 16.)
- Kuti Sándor. szabadfold.hu. [2014. július 14-i dátummal az eredetiből archiválva]. (Hozzáférés: 2010. december 16.)

| Elődje: Tátrai László | Szabad Föld-kupa döntő 1976–1977 | Utódja: Eőry Zoltán |